# 558-ма фольксгренадерська дивізія (Третій Рейх)
558-ма фольксгренадерська дивізія (Третій Рейх) (нім. 558. Volksgrenadier-Division) — піхотна дивізія народного ополчення (фольксгренадери), що входила до складу німецьких сухопутних військ у роки Другої світової війни.

## Історія з'єднання
558-ма фольксгренадерська дивізія була створена 9 жовтня 1944 року шляхом перейменування 558-ї гренадерської дивізії у ході 32-ї хвилі мобілізації. Дивізія залишилася у складі 4-ї армії в районі Сувалки, потім перейшла в підпорядкування XXXXI танкового корпусу. У січні 1945 року дивізія вела бойові дії в Східній Пруссії. У наступні місяці вона продовжувала воювати як бойова група, у лютому та березні 1945 року в Гайлігенбайлі. У квітні 1945 року залишки з'єднання потрапили в радянський полон під Піллау.

## Райони бойових дій
- Німеччина (жовтень 1944 — травень 1945)

## Командування

### Командири
- генерал-лейтенант Артур Кулльмер (9 жовтня 1944 — березень 1945)
- генерал-лейтенант Вернер фон Беркен (квітень 1945)

### Підпорядкованість
| Час      | Корпус   | Армія                  | Група армій (округ)  | Штаб          |
| -------- | -------- | ---------------------- | -------------------- | ------------- |
| 1944     |          |                        |                      |               |
| жовтень  | XXXXI тк | 4 А                    | Група армій «Центр»  | Сувалки       |
| листопад | I кк     | 4 А                    | Група армій «Центр»  | Сувалки       |
| 1945     |          |                        |                      |               |
| січень   | VI ак    | 4 А                    | Група армій «Центр»  | Августів      |
| лютий    | XX ак    | 4 А                    | Група армій «Північ» | Гайлігенбайль |
| квітень  | LV ак    | Армія «Східна Пруссія» | Група армій «Північ» | Піллау        |

### Склад
| 1944                                      |
| ----------------------------------------- |
| 1122-й гренадерський полк                 |
| 1123-й гренадерський полк                 |
| 1124-й гренадерський полк                 |
| 1558-й артилерійський полк                |
| 558-ма фузилерна рота                     |
| 558-ма рота зв'язку                       |
| 1558-ме дивізійне управління забезпечення |

## Нагороджені дивізії
Нагороджені дивізії
|  | Кавалери Нагрудного знаку ближнього бою в золоті                                                           | 1                                                                                                  |
|  | Кавалери Золотого Німецького Хреста                                                                        | 9                                                                                                  |
|  | Кавалери Лицарського хреста Залізного хреста з Дубовим листям                                              | 2 (№ 758 генерал-лейтенант Артур Кулльмер — 28.02.1945 № 759 майор Міхаель Пессінгер — 28.02.1945) |
|  | Кавалери Лицарського хреста Залізного хреста                                                               | 10                                                                                                 |
|  | Кавалери Почесної застібки Сухопутних військ «Почесна застібка на орденську стрічку для Сухопутних військ» | 5                                                                                                  |

- Нагороджені Сертифікатом Пошани Головнокомандувача Сухопутних військ (1)
- Нагороджені Сертифікатом Пошани Головнокомандувача Сухопутних військ за збитий літак противника (1)